# Ríos en riesgo de Venezuela
Ríos en Riesgo de Venezuela es una serie de libros académicos en formato digital editada por Douglas Rodríguez Olarte, que forma parte de la Colección Recursos Hidrobiológicos de Venezuela, una línea de divulgación de la Colección Regional de Peces del Museo de Ciencias Naturales de la Universidad Centroccidental Lisandro Alvarado (UCLA). La serie fue concebida como una obra de divulgación y referencia de consulta donde participan diferentes especialistas en disciplinas de la historia natural y de las ciencias sociales para compilar y actualizar información sobre los ríos de Venezuela. Cada volumen consta de dos secciones. En la sección «Coberturas regionales y casos especiales» los capítulos abarcan aspectos como la geografía y las caracterizaciones de las regiones hidrográficas, sus cuencas, ríos y atributos socioambientales, principalmente en escala de cuencas o pequeños conjuntos de drenajes homogéneos, como el estado ecológico de los ríos en la vertiente Caribe de Venezuela, por ejemplo. En la sección «Valor de patrimonio y eventos transversales» los capítulos tratan sobre fenómenos o condiciones que pueden ser reconocidos en la mayoría de los ríos y que son transversales a grandes drenajes o regiones, como ocurre con la minería, el cambio climático o la legislación ambiental.
La serie editorial fue galardonada en el 2018 con el premio Waraira Repano (Cerro El Ávila) por divulgación y conservación ambiental, mención publicaciones, en Caracas, Venezuela.